# Миссия невыполнима (сезон 1)
Первый сезон оригинального «Миссия невыполнима» изначально выходил в эфир по субботам в 9:00—10:00 вечера на CBS с 17 сентября 1966 года по 7 января 1967 года и в 8:30—9:30 вечера с 14 января по 22 апреля 1967 года.

## В ролях
| Персонаж                | Актёр         | Основной   | Периодический           |
| ----------------------- | ------------- | ---------- | ----------------------- |
| Дэн Бриггс              | Стивен Хилл   | Весь сезон |                         |
| Киннамон Картер         | Барбара Бэйн  | Весь сезон |                         |
| Бернард «Барни» Кольер  | Грег Моррис   | Весь сезон |                         |
| Вильям «Вилли» Армитадж | Питер Люпус   | Весь сезон |                         |
| Роллин Хэнд             | Мартин Ландау |            | Эпизоды 1—11, 13, 15—28 |

## Серии
| № общий | № в сезоне | Название                                         | Режиссёр             | Автор сценария                  | Дата премьеры    | Произв. код |
| --- | ---------- | ------------------------------------------------ | -------------------- | ------------------------------- | ---------------- | ----------- |
| 1 | 1          | «Пилотный эпизод» «Pilot»                        | Бернард Л. Ковальски | Брюс Геллер                     | 17 сентября 1966 | 1           |
| Для того, чтобы обезвредить две ядерные боеголовки на острове в Карибском море (и предотвратить их предстоящее использование), команда «Impossible Missions Force» («IMF») проникает в отель, который используется как штаб-квартира диктатора острова, так что члены команды могут получить доступ к хранилищу, где хранятся боеголовки. |            |                                                  |                      |                                 |                  |             |
| 2 | 2          | «Память» «Memory»                                | Чарльз Р. Рондо      | Роберт Левин                    | 24 сентября 1966 | 3           |
| Агент IMF с фотографической памятью (Альберт Полсен) позволяет взять себя в плен и подвергнуть жёстким допросам, чтобы помочь уничтожить связанного с политикой массового убийцу. |            |                                                  |                      |                                 |                  |             |
| 3 | 3          | «Операция „Рогош“» «Operation Rogosh»            | Леонард Дж. Хорн     | Джером Росс                     | 1 октября 1966   | 4           |
| Когда непобедимый иностранный агент (Фриц Уивер), известный как Монстр, который специализируется на массовых убийствах, обнаруживается в Лос-Анджелесе, команда IMF должна победить его (только чтобы раскрыть планируемую биологическую атаку на систему водоснабжения Лос-Анджелеса).                                                   |            |                                                  |                      |                                 |                  |             |
| 4 | 4          | «Старик. Часть 1» «Old Man Out: Part 1»          | Чарльз Р. Рондо      | Эллис Маркус                    | 8 октября 1966   | 2A          |
| 5 | 5          | «Старик. Часть 2» «Old Man Out: Part 2»          | Чарльз Р. Рондо      | Эллис Маркус                    | 15 октября 1966  | 2B          |
| 6 | 6          | «Шансы на зло» «Odds on Evil»                    | Чарльз Р. Рондо      | Вильям Рид Вудфилд Аллан Балтер | 22 октября 1966  | 5           |
| 7 | 7          | «Колёса» «Wheels»                                | Том Грайз            | Лоренс Хит                      | 29 октября 1966  | 8           |
| 8 | 8          | «Выкуп» «The Ransom»                             | Гарри Харрис         | Вильям Рид Вудфилд Аллан Балтер | 5 ноября 1966    | 9           |
| 9 | 9          | «Здесь была Катушка» «A Spool There Was»         | Бернард Л. Ковальски | Эллис Маркус                    | 12 ноября 1966   | 6           |
| 10 | 10         | «Перевозчики» «The Carriers»                     | Шерман Маркс         | Вильям Рид Вудфилд Аллан Балтер | 19 ноября 1966   | 13          |
| 11 | 11         | «Призрак Зубровника» «Zubrovnik’s Ghost»         | Леонард Дж. Хорн     | Роберт Левин                    | 26 ноября 1966   | 11          |
| 12 | 12         | «Притворство» «Fakeout»                          | Бернард Л. Ковальски | Лай Чэпман                      | 3 декабря 1966   | 7           |
| 13 | 13         | «Елена» «Elena»                                  | Марк Дэниелс         | Эллис Маркус                    | 10 декабря 1966  | 10          |
| 14 | 14         | «Шпион с коротким хвостом» «The Short Tail Spy»  | Леонард Дж. Хорн     | Юлиан Бэрри                     | 17 декабря 1966  | 14          |
| 15 | 15         | «Наследие» «The Legacy»                          | Майкл О’Хёлай        | Вильям Рид Вудфилд Аллан Балтер | 7 января 1967    | 15          |
| 16 | 16         | «Сопротивляющийся дракон» «The Reluctant Dragon» | Леонард Дж. Хорн     | Честер Крумхольц                | 14 января 1967   | 16          |
| 17 | 17         | «Рамка» «The Frame»                              | Аллен Майнер         | Вильям Рид Вудфилд Аллан Балтер | 21 января 1967   | 17          |
| 18 | 18         | «Суд» «The Trial»                                | Льюис Аллан          | Лоренс Хит                      | 28 января 1967   | 12          |
| 19 | 19         | «Алмаз» «The Diamond»                            | Роберт Дуглас        | Вильям Рид Вудфилд Аллан Балтер | 4 февраля 1967   | 18          |
| 20 | 20         | «Легенда» «The Legend»                           | Ричард Бенедикт      | Манн Рубин                      | 11 февраля 1967  | 19          |
| 21 | 21         | «Адский снежок» «Snowball in Hell»               | Ли Х. Кэтзин         | Джудит Роберт Гай Бэрроуз       | 18 февраля 1967  | 21          |
| 22 | 22         | «Исповедь» «The Confession»                      | Гершель Догерти      | Вильям Рид Вудфилд Аллан Балтер | 25 февраля 1967  | 20          |
| 23 | 23         | «Действуй!» «Action!»                            | Леонард Дж. Хорн     | Роберт Левин                    | 4 марта 1967     | 22          |
| 24 | 24         | «Поезд» «The Train»                              | Ральф Сененски       | Вильям Рид Вудфилд Аллан Балтер | 18 марта 1967    | 23          |
| 25 | 25         | «Шок» «Shock»                                    | Ли Х. Кэтзин         | Лоренс Хит                      | 25 марта 1967    | 24          |
| 26 | 26         | «Сахарный кубик» «A Cube of Sugar»               | Джозеф Певни         | Вильям Рид Вудфилд Аллан Балтер | 1 апреля 1967    | 25          |
| 27 | 27         | «Предатель» «The Traitor»                        | Ли Х. Кэтзин         | Эдвард Дж. Лэксо                | 15 апреля 1967   | 26          |
| 28 | 28         | «Экстрасенс» «The Psychic»                       | Чарльз Р. Рондо      | Вильям Рид Вудфилд Аллан Балтер | 22 апреля 1967   | 27          |